# Ricardo I Orsini
Ricardo Orsini (en italiano: Riccardo Orsini) fue el conde palatino de Cefalonia y Zacinto desde antes de 1260 hasta su muerte en 1303/1304, y también capitán general de Corfú entre 1286 y 1290, conde de Gravina de 1284 a 1291. También sirvió como bailío angevino desde 1297 hasta 1300.

## Biografía

El Condado Palatino de Cefalonia y Zacinto, dominios de Ricardo Orsini.

Ricardo es generalmente asumido como el hijo de Mateo Orsini, conde palatino de Cefalonia y Zacinto, y una hija del sebastocrátor Juan Comneno Ducas. Sin embargo, dado el largo período entre el comienzo del reinado de Mateo en los primeros años del siglo XIII y la fecha atestiguada de la muerte de Ricardo, es probable que otro personaje fuera puesto entre Mateo y Ricardo, quizás el «conde Teodoro» referido en un documento de 1264 (posiblemente el hijo de Mateo y el padre de Ricardo).
No está claro cuándo exactamente Ricardo se convirtió en conde palatino. No es registrado específicamente por su nombre en un documento hasta 1264. Sin embargo, según el testimonio del cronista Marino Sanuto el Viejo, todavía era un menor de edad alrededor de 1262, cuando Guillermo II de Villehardouin asumió la regencia del condado después de su regreso de su cautiverio bizantino. Algunos autores fechan su ascensión ya en 1238, la fecha del último documento en referencia a Mateo Orsini, a menudo asumido como la fecha de su muerte. Si es así, Ricardo fue entonces tal vez el «Conde de Cefalonia» mencionado en un intento veneciano para formar una alianza con los gobernantes francos de Grecia en ayuda del asediado Imperio latino de Constantinopla.
Ya desde la época de su padre, el condado palatino era un vasallo del Principado de Acaya, y a través de este, después del tratado de Viterbo, del Reino de Sicilia. En esta capacidad Ricardo también ocupó el cargo de capitán general de Corfú y Butrinto en la costa albanesa entre 1286 y 1290. En 1291/1292, participó con cien caballeros en una campaña para ayudar al gobernante de Epiro, Nicéforo I Comneno Ducas, contra los bizantinos que estaban sitiando Ioánina, junto con cuatrocientos o quinientos caballeros aqueos bajo Nicolás III de Saint Omer. A cambio, Nicéforo envió a su hija, María, como un rehén a Cefalonia. Después que los bizantinos fueron repelidos, ella se casó con el hijo y heredero de Ricardo, Juan I Orsini. Esto despertó la indignación de Nicéforo, quien no había sido consultado, y que no se apaciguó hasta 1295, cuando la joven pareja llegó a vivir a su corte.
Después de la muerte del príncipe de Acaya, Florencio de Henao, su viuda, la princesa Isabel de Villehardouin nombró a Ricardo para gobernar en su lugar como bailío y se retiró al castillo de Kalamata. Su gobierno parece haber sido pacífico en lo que respecta a los conflictos con los griegos bizantinos de Mistrá, pero el tema de sucesión se permaneció abierta ya que Isabel solo tenía una hija, Matilde de Henao (nacida en 1293). Por sugerencia de Ricardo Orsini, la joven heredera de Acaya se comprometió con el joven duque de Atenas, Guido II de la Roche. Su matrimonio ocurrió en 1305. Ricardo mantuvo su cargo hasta 1300, cuando fue reemplazado por Nicolás III de Saint Omer, a consejo del canciller Benjamín de Kalamata. Esto comenzó un período de rivalidad entre Ricardo y Benjamín. En 1303, los amigos de Ricardo en la corte convencieron al nuevo príncipe Felipe de Saboya detener Benjamín, quien fue liberado después de pagar veinte mil hiperpirones como rescate. Posteriormente, Benjamín se había ganado la confianza del príncipe, y obligó a Ricardo a renunciar por la misma suma a cambio de la posesión de la mitad de un pueblo, que regresó al dominio principesco después de la muerte de Ricardo.
Ricardo fue asesinado en 1303 o 1304 por uno de sus propios caballeros, un hombre llamado León.

## Matrimonio
Ricardo se casó dos veces: su primera esposa es desconocida, y su segunda fue Margarita de Villehardouin, hermana de la princesa Isabel. De su primer matrimonio, tuvo cuatro hijos: un hijo, Juan I Orsini, y tres hijas. Todas sus tres hijas se casaron con miembros de la nobleza aquea: una, Guillermina, se casó con el gran condestable Juan Chauderon, que murió en 1294, y después con Nicolás III de Saint Omer; la segunda se casó con Juan de Durnay, barón de Gritzena; y la tercera se casó con Engelberto de Liederkerque, un sobrino del príncipe Florencio de Henao, que sucedió a Chauderon como condestable. De su segundo matrimonio, Ricardo tuvo una hija, pero ella murió cuando era un infante.